# Bonomi B.S. 10 Ardea
L'Ardea era un aliante ad ala alta prodotto dall'azienda italiana Aeronautica Bonomi negli anni trenta.

## Tecnica

### Cellula
La fusoliera era a sezione esagonale, interamente coperta in compensato, e il posto del pilota era superiormente aperto.

### Superfici alari
Caratterizzato da un'ala ad M appiattito, controventata da due montanti e costituita da quattro parti: due centrali rettangolari e due esterne, trapezoidali, con le estremità raccordate.